# アルビ
アルビ(Albi)はフランス南部、オクシタニー地域圏の都市で、タルヌ県の県庁所在地である。

## 概要
タルヌ川に面した商業都市である。ローマ帝国によって都市が建設され、その後アルビガ（Albiga）と呼ばれていた。12世紀、13世紀にキリスト教の異端として迫害を受けたアルビジョワ派は、この都市名に由来している。化学繊維工業やガラス工業などが営まれている。ガラス工業は17世紀初頭までに根付いており、のちにジャン・ジョレスもこの地にガラス工場を建設した（1896年）。ジョレスの工場は現在はサンゴバンのグループに属している。タルヌ川流域の粘土を用いた赤レンガの建物が多く、〈赤い町〉として知られる。

## 歴史
最初にアルビに人が住んだのは青銅器時代である。
紀元前51年、ローマ帝国のガリア征服後、街はキウィタス・アルビゲンシウム（Civitas Albigensium）、次いでアルビガ（Albiga）と呼ばれるようになった。名前の由来ははっきりしないが、アルビウス（Albius）というローマ人名に由来するという説もある。考古学的発掘ではローマ建築の痕跡が見つからず、このことから、アルビは質素なローマ人入植地であったと思われる。
1040年、今ではポン・ヴィユー（「古い橋」）と呼ばれている橋が建設されたことで、大規模な街の発展を予感させる新市街も形成され、アルビは拡大した。この時期に、交易などの商取引、橋の通行料などのおかげで町は豊かになった。
中世に起こったカタリ派は、ローマ・カトリックから見て異端と思える思想を発展させてきた宗派で、しばしばアルビと関連付けられ、アルビジョワ派（アルビ派）とも呼ばれた。1208年、ローマ教皇とフランス王が共同でアルビ地方のカタリ派への攻撃を開始した。いわゆるアルビジョワ十字軍である。弾圧は徹底しており、この地域のいたるところで火刑が行われた。この地域はそのときまでは事実上独立していたが、この弾圧で大きく弱体化し、1249年にフランス王国領となった。
アルビジョワ十字軍によるカタリ派の大弾圧の後、アルビは司教都市、つまりカトリックの司教が支配する都市となった。13世紀に司教ベルナール・ド・カスタネは要塞のような外観を持つ堅固な司教館、ベルビ宮殿（Palais de la Berbie）を完成させた。彼はまた、サント＝セシル大聖堂建造を命じ、1282年に建設が始まった。この大聖堂はカトリック教会の威光を示すべく建造されたもので、ひとまず完成するまでにも2世紀を要した。
14世紀半ばにはペストの大流行によって人口が半減した時期もあった。しかし、1450年から1560年の間、アルビは商業的な繁栄の時代を謳歌した。その多くの部分は、ホソバタイセイ（タイセイ、大青）の栽培に負っている。タイセイは色落ちしない青色染料として需要があり、当時の南フランスでは国外市場にも出荷していた。なお、アルビはその取引で潤ったが、そのタイセイはトゥールーズのものに比べ質が悪く、売り方にも問題があったという指摘もある。
ルネサンス期に建てられた素晴らしい邸宅の数々は、タイセイ商人によって蓄えられた巨万の富を物語っている。そうした繁栄は、廉価なインディゴがインドからもたらされたことによって終わりを告げた。
アルビは、幾度もあった華々しい時代を偲ばせる豊かな建築上の遺産を守り続けている。ばら色のレンガ造りの旧街区を輝かせ、新しい外観を与えるべく、かなりの修繕や修復作業が行われているのである。

## 観光名所
ベルビ宮殿やサント＝セシル大聖堂はかつての司教都市を偲ばせるもので、前者は現在、アルビ出身の画家アンリ・ド・トゥールーズ＝ロートレックの作品群を収めたトゥールーズ＝ロートレック美術館になっている。
また、ベルビ宮殿やサント＝セシル大聖堂は、ポン・ヴィユーや旧市街の町並みとともに、「アルビの司教都市」として、2010年にユネスコの世界遺産に登録された。

## 姉妹都市
- ジローナ, スペイン
- パロアルト, アメリカ合衆国